# Calliopsis sonora
Calliopsis sonora är en biart som beskrevs av Shinn 1967. Calliopsis sonora ingår i släktet Calliopsis och familjen grävbin. Inga underarter finns listade.